# Palazzo Ventapane a Pizzofalcone
Il palazzo Ventapane è un palazzo storico di Napoli, ubicato in via Egiziaca a Pizzofalcone.

## Storia e descrizione
Il palazzo venne certamente costruito nella prima metà del XVII secolo, in quanto già presente nella relazione censuaria del Galluccio (risalente al 1689) che ne testimonia l'appartenenza a tale Felice Vergara. Nel secolo successivo passò ai marchesi Ventapane, i quali ingrandirono notevolmente l'edificio. 
L'attuale palazzo si presenta con la veste conferitagli nel '700. La facciata a cinque piani (con le finestre dei tre superiori incorniciate da vistosi stucchi di stampo rococò) presenta alla base uno dei numerosi imponenti portali barocchi in piperno visibili nel centro storico napoletano. In fondo al cortile si staglia una scala aperta a tre arcate, parzialmente coperta da un ascensore moderno.
Attualmente è un condominio in discrete condizioni conservative.